# Marian Langiewicz
Marian Langiewicz (né le 5 août 1827 à Krotoschin et mort le 10 mai 1887 à Constantinople) est un général et dictateur de l'insurrection de janvier.

## Biographie
Fils de médecin, Marian Langiewicz suit ses études à Posen (Poznań), Breslau (Wrocław) et Prague. Il entre ensuite dans l'armée de Prusse et sert pendant un an dans la garde royale. En 1860 il émigre à Paris et enseigne dans l'école secondaire fondée par Ludwik Mierosławski. La même année il participe à la campagne napolitaine de Giuseppe Garibaldi et enseigne à l'école militaire polonaise de Coni.
En 1862 il entre en contact avec le Comité central national à Varsovie et au déclenchement de l'insurrection, le 22 janvier 1863, il prend le commandement d'une bande armée. En février il défait les Russes à Wąchock et Słupia, s'empare de 1000 fusils et 8 canons. Cette victoire attire des centaines de jeunes recrues qui viennent grossir les rangs de son armée, qui compte bien vite jusqu'à 12 000 hommes. Le 23 février il bat de nouveau les Russes, à Małogoszcz, et s'empare encore de 500 fusils et 2 canons. La soldate Anna Pustowójtówna est son adjudante.
Le 10 mars il se proclame dictateur et tente de former un gouvernement régulier. L'armée russe ne lui en laisse guère le temps : il est à son tour vaincu le 17 mars à la bataille de Chrobrze et le 18 à la bataille de Grochowiska (en). Il se réfugie en Galicie, en territoire autrichien, où il est aussitôt arrêté. Il est conduit à Cracovie, puis à Tarnów, avant d'être transféré à la forteresse de Josefstadt en Autriche. Il est libéré en 1865. Il s'exile un temps à Soleure, devient citoyen suisse, puis entre au service de la Turquie.
Il meurt à Constantinople le 10 mai 1887. Il est inhumé au cimetière de Haidar Pasha.

## Sources
- (en) Cet article est partiellement ou en totalité issu de l’article de Wikipédia en anglais intitulé « Marian Langiewicz » (voir la liste des auteurs).